# Terre à terre
Terre à terre är en sorts galopp som förr inom ridkonsten räknades till konstgångarterna och användes i strid till häst. Den är en språngartad tvåtaktig rörelse där hästen i hög samlingsgrad sätter i båda bakbenen samtidigt bredvid varandra och frambenen samtidigt bredvid varandra, det vill säga  den rör sig jämfota framåt.
Terre à terre kan ridas i olika hastighet och åt vilket håll som helst, vilket gjorde ryttaren mycket rörlig i striden. Från terre à terre kan hästen utföra skolor på marken eller ovan marken.